# ロックマンX5
『ロックマンX5』（ロックマンエックスファイブ、ROCKMAN X5）は、2000年11月30日にカプコンから発売されたプレイステーション専用のアクションゲーム。

## 概要
シリーズの第5作。プレイヤーキャラクターをエックスかゼロのどちらかを選択できるのは前作『ロックマンX4』と同様だが、今作では1つのステージ毎に毎回キャラクター選択を行うことができる。なお、最初のステージでのキャラクター選択のみ、ゲーム内容に若干の変化が生じる。
特定の場面に辿り着くまでに掛かった時間やゲーム中のイベントの成否によって変化するマルチストーリー、マルチエンディングが採用されており、エンディングは全部で3種類存在し、その中にはロックマンDASHシリーズやロックマンゼロシリーズとの繋がりを見せるものも存在する。
元々は当作品がシリーズ最終作であったことが企画担当のおおこおよび稲船敬二によって明かされている（なお、今作で稲船はシナリオプロット提供のみ行い、製作には不参加）。そのため、稲船の提供したシナリオプロットは「シリーズ最終作らしく終末感・終焉感を出した」ものとなり、システムに関しても、「しゃがむことができない」「選択ステージを全てクリアしてからその先へ進む」「トゲトラップでは一撃でミスとなる」といった（初代シリーズを含めた）従来の「お約束」をあえて打ち破る要素が導入されている一方で、これまでの様々な作品からステージ構成・ボスキャラクター・BGMが数多くアレンジされて取り入れられている。
また、『X2』以来となるエックスとゼロの対決も描かれており、後半のステージの最深部では、エックスならゼロと、ゼロならエックスと対決することとなる（前者は条件によってさらに2種類の状態が存在）。
本作では、ボイスが一部のキャラクターのみとなり、また前作はオープニングやストーリーの各所にアニメカットシーンを使用していたが、本作では作中のストーリーデモは一枚絵とテキストのみとなっている（オープニングでは一部でアニメーションムービーが使用される）。今作からステージセレクトのマップが地球規模となった。
2002年7月18日にはPlayStation the Best版が発売されている。パソコン用にも移植され、2002年5月24日にはWindows版、2003年5月30日にはカプコンお得シリーズ版、2006年4月28日には説明書付きスリムパッケージ版（発売：ソースネクスト）が発売された。

## ストーリー
前作のレプリフォース大戦から数ヶ月後、地球は平穏な時間が続いていた。大戦の影響で被害にあったスペースコロニー群の修復もほとんど終わり、残すは月のラグランジュポイントに浮かぶ超巨大スペースコロニー・ユーラシアの工事のみとなっていた。
しかしある日、平和は一瞬にして崩れ去る。史上最強のイレギュラー・シグマの策略によってユーラシアが占領されたのだ。人工重力装置のコントロールを奪われ、地球へと向かう軌道に乗ってしまった。このままでは16時間後には地球と激突してしまう。
ユーラシアが衝突すれば地球はほぼ壊滅状態になり、最悪の場合、消滅の恐れまである。地球存亡への残る手段は、旧時代のギガ粒子砲「エニグマ」または、マニュアルでしか動作しない「スペースシャトル」に乗りこんで「ユーラシア」を破壊する他にない。時を同じくして世界中に散布されたシグマウイルスの影響により、その任務をこなせるのはイレギュラーハンターのエックスとゼロ以外には存在せず、地球の未来は2人に委ねられる。
エニグマとスペースシャトルの再起動のパーツを集め、ユーラシアの地球激突を食い止めるためにエックスとゼロは任務を開始した。

## ゲーム内容
この節では特に記述が無い限り、前作までと比較し変更、追加された内容について触れる。

### システム
飛び道具の仕様変更
今作では通常攻撃のバスターと特殊武器のいくつかが壁や地形に接触すると貫通せずに消滅する仕様になった。
これにより、多くの場面で地形を無視した攻撃や戦法がとれなくなり、またステージ自体もその仕様を考慮したものになっている。
本項目では以降、特に記述がない限り、地形に接触すれば消えるものとする。
しゃがみ
その場でダッシュと同等の高度まで体勢を低くする。打点の高い攻撃を避けることができ、またしゃがみ時の攻撃は通常時より高度が低くなるため、地面沿いの敵に攻撃しやすくなる。
ロープつかまり
ステージに設置されているロープにつかまり、ロープの伸びている方向に移動およびダッシュができる。
ロープにつかまっている時にダメージを受けるとロープから落下してしまうが、落下せずにすぐにつかまり直すことも可能。
プレイヤーセレクト
#概要に記述した通り、本作からはステージ開始ごとにエックス・ゼロのどちらで攻略するかを任意で選択できる。
またエックスの場合、アーマーを入手していればそれぞれのアーマーから選択・装備することが可能で、アーマー入手後でも無装備状態の選択が可能。
エイリアからの通信
ステージの各ポイントにて現れる、エイリアからのサポートメッセージ。ステージ攻略のヒントなどを聞くことができる。
未到達の場所にさしかかると自動的に入るが、一度通過した場所ならばミスやステージクリアなどで再度訪れた際は表示されなくなる。
なお、以降のシリーズ作品とは異なり、本作では任意に通信を非表示にしたりすることができない。
ウイルスゲージ
本作特有のゲームシステム。ステージ各所に出現する「シグマウイルス（もしくはゼロウイルス）」に触れることで、"NORMAL" "CAUTION" "DANGER" "VIRUS"と段階的にゲージが上昇する。"VIRUS"はウイルスに冒された状態であり、エックスの場合はライフエネルギーが徐々に減少、ゼロの場合はライフエネルギーが全回復し、さらに一定時間無敵になる。ゲージは一定時間で回復する。
この要素は、ゼロを操作している時のみ、ストーリーの分岐にも影響する。
レプリロイド救出
特定のステージでは、各所に存在する傷ついたレプリロイドに触れることで、リトライ回数（残機）が1つ増え、ライフエネルギーが回復する。回復量は救出したレプリロイドによって異なる。
ミッションレポート
ステージを攻略すると、エイリアがそのステージのクリアタイム、倒した敵の数、受けたダメージ値、ウイルスに触れた回数、そしてそれらの総合成績である8段階のハンターランクなどをレポートとして報告する。
DNAセレクト
選択ステージのボスを倒してステージクリアした時にのみ表示される。ボスから手に入れた「DNAプログラム」を解析し、エックスの特殊武器やゼロのラーニング技、各種パーツを作り出す。DNAプログラムには3段階のレベルがあり、そのレベルに応じて入手できるアイテムも変化する。
アーマー
詳細はアーマーを参照。
強化パーツ
詳細は強化パーツを参照。

### ストーリー進行
本作の当面の目的は、「被害を抑えるため、（時間内に）地球へと落下するスペースコロニーを破壊する」となる。選択ステージのクリア（ボスキャラクターの撃破）することで作戦に必要なパーツを入手できる。
作戦の成功率を上げるためにステージを攻略することになるが、それらのパーツはあくまでもその作戦の成功率を上昇させるためのものであり、ゲームクリアのための必須条件ではない。そのため選択ステージを1つもクリアせずにその先へ進むことも可能である。
コロニー破壊のための作戦は
1. 巨大ギガ粒子砲「エニグマ」を発射する
2. スペースシャトルを衝突させる

の2つがある（後者は前者が失敗した時のみ実行される）。作戦は任意のタイミングで実行可能で、実行時までに集めた作戦に必要なパーツ数とダイナモに何回負けたかに応じて作戦の成功率が決まる（ダイナモに負けると作戦成功率が下がってしまう）。また、作戦に必要なパーツを全て集めても作戦が自動的に実行される。どちらの作戦も成功率を完全に100%にすることはできず、また初期値の確率も0%ではないため、作戦の成功は完全に運任せになる。そのため、作戦開始直後にいきなりエニグマを発射して成功する場合もあれば、全てのパーツを集めても失敗する場合がある。なお、ある条件を満たしてしまうと必ず作戦が失敗してしまう。
コロニー衝突までの残り時間は、オープニングステージクリア直後は16時間で、任意のステージを選択する、またはダイナモの妨害による戦闘が発生する毎に1時間減少。巨大ギガ粒子砲「エニグマ」を発射して失敗した場合は1時間増加する。時間切れ、もしくはスペースシャトル衝突作戦も失敗するとコロニーが地球に衝突し、コロニー破壊は失敗となる。
コロニー破壊の成功・失敗にかかわらずゲームは進行するが、その後の展開、ひいてはエンディングが異なる。

### その他
コンティニュー
ゲームオーバーになった際にコンティニューしてもステージ開始地点までは戻されず、ミス時と同様の復帰地点から再開できる。また、コンティニューで作戦時間が減少することはない。
トレーニングモード
本作特有のゲームモード。エックス・ゼロのどちらかを選択し、ステージ攻略を通して基本操作を練習できる。ステージ内容は共通であるが、途中挿入されるエイリアのナビゲートの内容は異なる。なお、ステージの最後にはシミュレーション用として復元された『ロックマンX4』のボスキャラクター、マグマード・ドラグーン（ボイスあり）が登場する。

## 登場キャラクター

### メインキャラクター

#### イレギュラーハンター
エックス（X）
声 - 森久保祥太郎
平和を望み続ける心優しい青いレプリロイド。その潜在能力は計り知れず、平和のために戦い続けてきた優秀なイレギュラーハンターでもある。本作では地球存亡を賭けて、ゼロと共に任務に出動する。
ユーラシア落下を阻止し、エックスでシグマを倒した場合、消息不明となったゼロのゼットセイバーを形見として受け継ぐ。ユーラシアが落下し、ゼロが覚醒して敵となっていた場合は、ライト博士の手によってゼロに関する記憶を全て消去され、その後復興作業に当たる中で部下たちに理想郷「ヘブン」を造りたいと発言する。
ゼロが敵として戦う場合の詳細は、該当項目を参照。
ゼロ（Zero）
声 - 置鮎龍太郎
エックスの先輩であり、無二の親友。本作でもエックスと共に地球存亡をかけた任務に身を投じる。本作からはしゃがみ状態で斬りつける「しゃがみ斬り」や連続斬りの1-2段目をキャンセルして瞬時に逆方向へ斬りつける「振り向き斬り」が新たに追加されたほか、『ロックマンX3』以来となるバスターでの攻撃や初期状態でエアダッシュが使用可能になった。
ユーラシア落下を阻止し、ゼロでシグマを倒した場合、シグマの最後の一撃によって破壊される（この部分はエックスと共通）。その後走馬灯（記憶データの混乱）でアイリスへの謝罪や自分の製造理由を知り息途絶える。ユーラシアが落下してしまった場合は、シグマウイルスによってエックスを倒す使命と力が目覚め、プレイヤーキャラクターとして使用不可能となる。
エックスが敵として戦う場合の詳細は、該当項目を参照。
エイリア（Alia）
イレギュラーハンター本部のオペレーターを行う女性型レプリロイド。赤系のカラーリングでスレンダーな形状のボディが特徴的。金色の短髪がトレードマーク。耳の部分にマイクを装備している。
元々はレプリロイド工学の研究員で、あらゆる言語をマスターしたことでナビゲーターに昇格。ルート解析からボスに関する情報まで、エックスとハンターたちに情報を提供してサポートする。廃棄されたエックスのアーマーを不完全ながらも修復するほどの技術力もある。
作中の展開によっては、彼女のドライな一面を見受けられる言葉を聞くことができる。
シグナス（Signas）
本作よりイレギュラーハンター総監を務めるレプリロイド。ボディのカラーリングは黒を基調としている。元はレプリフォースに所属していた軍人レプリロイドで同時にその長官の一人であったが、前作のシグマの策略で勃発した「レプリフォース大戦」の責任を取って辞職した総監に代わり、その任に就いた。精密なCPUから来る統率・監督力を持つ。
ダグラス（Douglas）
イレギュラーハンター本部のメカニック。ボディのカラーリングは緑色を基調としている。ライドアーマー、ライドチェイサーといった乗り物から武器、設備に至るまでの整備をこなす縁の下の力持ち。
ライフセーバー（Life Saver）
イレギュラーハンターのダメージ修復・整備を行う、医者や看護師のようなレプリロイド。ボディカラーリングは白を基調としている。シグマウイルスとゼロの密接な関わりにいち早く気付き、シグナスにゼロの危険性を説いた。1体ではなく、同型のものが最低でも3体以上は存在する。

#### 黒幕
ダイナモ（Dynamo）
声 - 森久保祥太郎
シグマに雇われた傭兵で、ユーラシア占拠・墜落の実行犯。それほどの力を持ちながらもシグマに従うなど、その行動理念は「生き延びること」であり、作中でエックスとハンターたちに敗れた際も、倒されることなく逃走する。性格はいい加減で気分屋。また、長身かつ長い銀髪の持ち主で、髪はヘッドパーツから垂れ下がっている。ボディのカラーリングは群青を基調としており、ヘッドパーツは蟷螂の頭を髣髴させる形状でメットに収納可能なアイシールド（赤いゴーグル状のバイザー）が付いている。デザインモチーフはアメリカ（西部劇）の騎兵隊である。
作中では2回戦うことになる。対エックスの場合は薙刀の形状の武器を使った必殺技「ツバメ返し」を繰り出し、対ゼロの場合は腕に装備したバスターからエネルギー弾を2発同時に放つ「トリックショット」を使用するといった、エックス・ゼロ両者とも対称的な攻撃方法を持つ。
『X DiVE』ではSクラスキャラとして2021年11月10日から同月17日までの期間限定で登場した。
シグマ（Σ / Sigma）
元イレギュラーハンター第17精鋭部隊隊長であり、エックスとゼロの当時の上司。幾度でもエックスと仲間たちの前に立ちはだかってきた史上最強のイレギュラー。
今回は『ロックマンX2』以来、突然表舞台で反乱を起こすが、エックスとハンターたちに鎮圧される。しかし、それはシグマウイルスを地球全土に拡散させるための罠であった。さらには「ユーラシア」をも利用し、ある目的のために暗躍する。
本作では第一形態の名前が「サイコシグマ（Psycho Sigma）」であり、ボディのカラーリングが白を基調としたものになっている。公式イラストでは全体的にバランスが取れ、引き締まった姿のボディが描かれている。また、手のデザインがこれまでと違い指の関節部に縁取りが全くなく、まるでグローブを填めているかのような形状となっているのが特徴。登場時はマントのようなウイング状のパーツが備わった紫のアーマーを着用した姿で現れ、戦闘時にはこれを素早く脱ぎ去る形で外す演出となっている。
シグマとの真の戦いは、零空間4「生誕」の最深部となり、影のような分身を発生させながら突進する「サイコダッシュ（Psycho Dash）」、掌から放つ電撃「ヘルスパーク（Hell Spark）」を使用して襲い掛かる。また、体力が少なくなるとシグマウイルスを纏い、大ダメージを与える必殺技「ヘルブレイド（Hell Blade）」を放つ。
なお、『MARVEL VS. CAPCOM: INFINITE』にシグマが自機キャラクターとして登場しているが、この作品で彼の第一形態時のボディがエクストラコスチュームとしてDLCで入手できるようになっており、デザイン自体は原典のものをほぼ忠実に再現させたものとなっている。
Dr.ワイリー（Dr. Wily）
本作にてシグマに協力する人物。本人が直接登場することはなくシグマも明言こそしていないが、シグマ自身の台詞からその存在が示唆（「かつて、数え切れないほどのロボットを作った」「ゼロに対し強い執着を抱いている」など）されている。
本作のシグマ第二形態のボディも彼の手によるもの。また、零空間3「覚醒」の最深部では、背景に「W」マークが浮かび上がる。

### ボスキャラクター
今回のボスたちは一部を除いて、シグマウイルスに侵された不幸なレプリロイドたちであり、横の繋がりはない。彼らの所有するアイテムなどを回収するのが本作のエックスとハンターたちの任務であるが、様々な理由で戦うことになる。
本作のボスたちには「レベル」の概念があり、ゲームの進行具合（ハンターランク、コロニー衝突までの時間）によってレベルが増減し、ライフエネルギーなどパラメータが異なってくる。条件にもよるが、ボスラッシュ時にはレベルが最も高くなり、ライフエネルギーもゲージが画面の下端から上端に達するほどの長さとなる。
また、シナリオの状況やエックスとゼロ、どちらで対峙したかによってセリフや言葉使いも変化し、状況によっては完全にイレギュラー化し思考回路が破壊される者もいる。

#### 選択ステージのボスキャラクター
斜体は異名。2つ目の英名は「Mega Man X Official Complete Works」および「MM25 Mega Man & Mega Man X Official Complete Works」（海外版「ロックマン&ロックマンX オフィシャルコンプリートワークス」）や、『Mega Man X Legacy Collection 2』（海外版『ロックマンＸ アニバーサリー コレクション 2』）における表記。なお、2つ目の英名の表記がないボスに関しては日本版の名称が使用されている。
暴走アイアンクロー クレッセント・グリズリー（Crescent Grizzly）
日本国外版での英名は「グリズリー・スラッシュ（Grizzly Slash）」と表記される。2つ目の英名は日本版と同様の名称。
ツキノワグマ型レプリロイド。列車ステージ「暴走トラックを追え」に登場。オリハルコンを所有する。
戦利品を売買している武器のブローカー。以前は強い相手と戦い武器を勝ち取ることに生き甲斐を感じていたが、最近では商業活動（武器の横流し）の方で忙しいらしい。
ルート別に一人称が異なっているキャラクターの1体で、エックスルートでは「ワシ」、ゼロルートでは「オレ」と使い分けている。
イレギュラー時代のゼロとの戦いで敗北し、右目を失って以来、ゼロを恨んでおり彼に対しては敵意剥き出しだが、逆にエックスのことは尊敬しており、自我があるうちにエックスと戦いたいと思っている。
片腕をクロー、ドリルに使い分け、戦闘の進行により3段階の攻撃パターンを持つ。
スタッフによれば当初のモデルはブタであり、毒ガスを用いるという設定があったが倫理的な懸念から没になったという経緯がある。
超電磁の罠 ボルト・クラーケン（Volt Kraken）
日本国外版での英名は「スキッド・アドラー（Squid Adler）」と表記される。2つ目の英名は日本版と同様の名称。
イカ型レプリロイド。電子要塞ステージ「電気トラップ！電子の要塞」に登場。エネルギーカートリッジを所有する。
職務内容に疑問を抱きイレギュラーハンターを辞職した後、エネルギー工学の研究職に就き平穏に暮らしていた。ハンター時代、イレギュラー化して破壊されたランチャー・オクトパルドとは親しかった。
男性型ながら女性のような喋り方をしているが、イレギュラー化すると一転して口調が荒々しくなる。
3本の触手から、様々な陣形で高電圧を繰り出す。
知性の輝き シャイニング・ホタルニクス（Shining Hotarunicus）
日本国外版での英名は「イジー・グロー（Izzy Glow）」と表記され、2つ目の英名は「シャイニング・ファイアフライ（Shining Firefly）」と表記される。
蛍型レプリロイド。研究所ステージ「潜入！城塞ラボ」に登場する。老科学者タイプのレプリロイドであり姿も口調も老練。目元がゴーグル状になっているのが特徴。
レーザー工学の権威で、レーザー装置を所有。自分の研究が兵器に利用されるのを恐れ、最近は彼の研究成果を目に見ることが少ない。
イレギュラーハンターのやり方に疑問を抱いており、エックスとハンターたちには非協力的。しかし、今でも解析されていないエックスとゼロの体には興味を抱いており、戦いを挑む。自身の趣味により、ラボの外見を白亜の城塞にしている。
武器はホタル型の誘導ミサイルや、尻の発光器から放たれる極太のレーザー。
大海の守護神 タイダル・マッコイーン（Tidal Makkoeen）
日本国外版での英名は「ダフ・マクウォーレン (Duff McWhalen）」と表記され、2つ目の英名は「タイダル・ホエール（Tidal Whale）」と表記される。
マッコウクジラ型レプリロイド。海中ステージ「海を取り戻し戦艦を撃て！」に登場する。海洋博物館館長、海上警備部隊の隊長。水素の確保に必要なイレギュラーハンターベース近海が活動拠点。エックスやゼロとは面識があったようである。レプリシーフォースとは仲が悪い。
主力武器は口からはブロック状、頭部からは高水圧で液状に発射される特殊ジェルで、他にミサイルも装備している。過ちだと理解しつつ海を守ろうとしており、戦闘になってしまう。
なお、このボスのいるステージは『ロックマンX2』に登場するボス、バブリー・クラブロスのステージ曲が使用されており、サウンドトラックにはこのステージに使う予定だった未使用曲が収録されている。
スタッフによれば元々はX4に登場する予定であったが、クジラは擬人化しにくいという理由により没となり、今作で再採用されたという経緯がある。
エアフォースプリンス スパイラル・ペガシオン（Spiral Pegacion）
日本国外版での英名は「ザ・スカイバー（The Skiver）」と表記され、2つ目の英名は「スパイラル・ペガサス（Spiral Pegasus）」と表記される。
ペガサス型レプリロイド。エアフォースステージ「時限爆弾を破壊せよ！」に登場。レプリエアフォース長官。オービターウィングを所有する。
レプリフォース軍人としては若年ながら直情径行というわけでもなく、イレギュラー状態に陥っていない場合はジェネラルやカーネルの仇であるエックスやゼロと相対しても、少なくとも表面上は冷静に応対し、恨んでいないと口にするなど思慮深さを感じさせる様子。
イレギュラー状態でゼロと対峙すると、アイリスとの関連をうかがわせる台詞を話す。
画面外からの高速突進など、『ロックマンX』に登場する8体のボスの1人、ストーム・イーグリードと類似した攻撃パターンを持つが、これは意図的に似せたものとのこと。
真紅の幻術 スパイク・ローズレッド（Spike Rosered）
日本国外版での英名は「アクセル・ザ・レッド（Axle The Red）」と表記される。2つ目の英名は日本版と同様の名称。
バラ型レプリロイド。ジャングルステージ「ジャングルの奥 秘境へ…」に登場。オービターエンジンを所有する。
ジャングルの自然のコントロールユニットに、シグマウイルスが合体して誕生した突然変異型のレプリロイド。ゼロに対しレプリフォースをイレギュラー扱いしたことを責める。
分身や花びら、茨の塊などトリッキーかつ多彩な攻撃を持つ。
ルート別に一人称が異なっており、エックスルートでは「オレ」、ゼロルートでは「ボク」と使い分ける形で対話を行なっている。
忘れ去られし闇の戦士 ダーク・ネクロバット（Dark Necrobat）
日本国外版での英名は「ダーク・ディジー（Dark Dizzy）」と表記される。2つ目の英名は日本版と同様の名称。
コウモリ型レプリロイド。プラネタリウムステージ「パニック！スペーストラップ」に登場。燃料タンクを所有する。
過去にシグマの手によって生み出されたレプリロイドだったがシグマの元から逃亡、シグマ自身も大した戦力にならないとそのまま放置し、行方不明となっていた。
外観のデザインはドラキュラ伯爵（吸血鬼）をモチーフとしており、右目にモノクル状のパーツが装備されているなどの特徴がある。
噛み付きによるライフエネルギー吸収攻撃や、大量の小型メカニロイド（バットンボーン）の召喚、時間を止める能力を持つ。また回避困難なほどの巨大な超音波攻撃も持つ。
噛みつきや超音波などといった攻撃方法は、見た目こそ異なるが『ロックマン7』に登場したシェードマンに類似する。
ジュラシックインフェルノ バーン・ディノレックス（Burn Dinorex）
日本国外版での英名は「マットレックス（Mattrex）」と表記される。2つ目の英名は日本版と同様の名称。
ティラノサウルス型レプリロイド、元レプリフォースの災害対策チーム構成員。火山ステージ「灼熱地獄マグマダイブ！」に登場。ブースターロケットを所有する。
背部から背ビレ状の炎が常に噴き出しており、両手に鉤爪を装備しているのが特徴ともなっている。
火山に自分の隠し倉庫を造り、マグマエネルギーを利用した武器などを製造して暴利を貪っている。見た目から想像できないほど素早い。
武器は口から吐く火炎放射や、その巨体を生かしたタックル攻撃など。

#### その他のボスキャラクター
シグマヘッド（Sigma Head）
OPステージのボス。シグマの顔を模している。建設中の女神像の頭部に潜む。その目的は、あえて破壊されることで地上にシグマウイルスをばら撒くことにあった。
武器は目からの光弾、口から吐くレーザーや弾丸。
シャドーデビル（Shadow Devil）
零空間1「起源」のボス。ロックマンシリーズのボス、イエローデビルをモチーフにしており、「シャドー」の名前通り、影のごとく黒いボディが特徴。16個のパーツに分裂・合体して攻撃する。合体が完了するまでは元いた場所に形成エネルギーが残っており、それにもダメージ判定がある。ライフエネルギーが減少すると、ワイリーマシン6号のような姿に変形し、攻撃方法が変化する。時折出現する目が弱点で、被ダメージ時などには目の周囲に電子回路のような模様が露出する。
このボスとの戦闘場所の背景には、ノイズが激しく視認しづらいがワイリーマークが浮かんでおり、BGMはシリーズ第1作目『ロックマン1』のワイリーステージのボス戦のアレンジ版となっている。
またステージの序盤は『ロックマン2』のクイックマンステージの序盤のレーザー地帯がモチーフになっている。
ランダ・バンダW（Rangda Bangda W）
零空間2「哀愁」のボス。『ロックマンX』で登場したランダ・バンダがモチーフ。デザインがより古代民族風の意匠になり、鼻部分がソルボーカ（太陽のような形）になったほか、壁が閉じた際に両側の壁からもトゲが出るようになっている。また、ランダ・バンダのオリジナル版とは目のライフの分配が異なっている（ランダ・バンダは色に関係なく左右の目でそれぞれライフを持っていたのに対し、こちらは左右に関係なく赤・青・緑の目でライフを持っている）。
このボスとの戦闘BGMは『ロックマンX』のシグマステージのボス戦のアレンジ版である。
このステージの構成は、『ロックマンX』のシグマステージ1がモチーフとなっている。
ゼロ（Zero）
コロニー破壊作戦が成功した状態で、零空間3「覚醒」にエックスで行くと登場する。バスター・セイバーによる斬撃と電刃零、真・滅閃光で攻撃を仕掛けてくる。体力が一定量以下になるとバスターの連射も加わる。
この戦いでゼロが使用するバスターはプレイヤー版のゼットバスターとは異なり、過去のゼロバスターのように巨大なものとなっている。
覚醒ゼロ（Awakened Zero）
コロニー破壊作戦が失敗した状態で、零空間3「覚醒」にエックスで行くと登場する。ウイルスによって真の力と使命に目覚めたゼロ。
全身に赤いオーラを纏い、覚醒前に比べて攻撃力が上昇している。覚醒前の攻撃に加え、専用技である真月輪や一定時間が過ぎると即死攻撃である幻夢零を放つ。
幻夢零は完全無敵状態な上、避けても連発してくるため、実質時間制限があるボスとなっている。
エックス - アルティメットアーマー（X - Ultimate Armor）
零空間3「覚醒」にゼロで行くと登場する。2人のライフセーバーと共に現れ、ゼロを連れ戻すために戦いを挑んでくる。
戦闘開始時にアルティメットアーマーを装備し、プラズマチャージショットの他、前作の特殊武器であるソウルボディ・フロストタワー・ダブルサイクロンのチャージ版で攻撃する。なお、アルティメットアーマーの色やチャージ時のエフェクトは前作のものになっている。
なお、この戦いでエックスのプラズマチャージショットを斬ると、ライフセーバーが登場するというバグが発生する時がある。
なお、ゼロ、覚醒ゼロ、エックスとの戦闘で流れるBGMは次回作『ロックマンX6』や任天堂のゲーム『大乱闘スマッシュブラザーズ SPECIAL』でも使用されている。
ファイナルシグマ W（Final Sigma W）
最終ボス。零空間4「生誕」の最深部にてエックスやゼロを待ち構える、最強のボディを手に入れたシグマ。
Xシリーズ屈指の巨体を誇り、胸から上だけで画面が埋まってしまうほど。エックスたちの到着が早かったため未完成であるが、それでも凄まじい攻撃力を持ち、ボディを一時的にプログラム化することで攻撃を回避するなど防御面も優れている。
なお、ステージの序盤は『ロックマン2』のバブルマンステージがモチーフ（トゲトラップの形状まで類似）で、終盤は初代シリーズで定番だった点滅ブロックが登場する。
爆炎の武道家 マグマード・ドラグーン（Magmard Dragoon）
声 - 長嶝高士
トレーニングモードのボス。『ロックマンX4』の8体のボスの1人で、元イレギュラーハンター第14特殊部隊隊長を務めていたドラゴン型レプリロイド。
本人は前作でエックス（ゼロ）に倒されて戦死しているが、本作はシミュレーション用として復元（通信では“エミュレート”と説明される）したものとして登場している。
『X4』と比較し、昇龍拳や火山弾を使用しないなど、大きく弱体化している。

#### 中ボスキャラクター
デスエベンジ（Death Evenge）
マッコイーンステージの中ボス。ジンベエザメ型潜水艦巨大メカニロイド。顔面・尾鰭・背面と、計3回戦うことになる。
海洋博物館の展示品だったが、シグマウイルスによって暴走し、破壊されてもまた何度も動き出す。
口からは小型メカニロイドや救助レプリロイド、ビームを吐き、尾鰭からはミサイル、顔面および背面の突起からは光弾を発射する。
プリズムガーディアン（Prism Guardian）
ホタルニクスステージの中ボス。赤色2体と黒色1体の計3体で、ロープを伝ってレーザーを発射する。黒色のみ破壊可能。
プテラノイド（Pteranoid）
ディノレックスステージの中ボス。プテラノドン型メカニロイド。足場を破壊しながらプレイヤーに迫ってくる。口から火炎弾を吐くほか、突進攻撃を仕掛けてくる。
デスエベンジとプリズムガーディアンと比較してライフエネルギーは少ないが防御力が高く、チャージショットでも僅かなダメージしか与えられないほど。

## エックスの能力

### 特殊武器
※名称の記述は「入手する特殊武器 - 所有するボス」とし、以下に述べる
クレッセントショット（Crescent Shot） - クレッセント・グリズリー
- 通常 - 三日月状の小型カッターを正面と斜め上下の3方向いずれかにランダムで射出する。1発あたりの威力は低いが最大3連射まで可能。また、特定の装置を破壊できる。
- チャージ - 一定時間自身の周囲にカッター状のバリアを展開する。バリア展開中も通常版を発射可能。

トライサンダー（Tri-Thunder） - ボルト・クラーケン
- 通常 - 電撃を正面と真上下の3方向同時に発射する。地形に接触すると球状に変化し、その正面や上・面に沿って進む（地形そのものに沿って進むわけではない）。
- チャージ - 画面内に一定間隔で落雷を計6回発生させる。落雷は敵や地形を貫通する。1発目はエックスの位置に落ち、それ以降発生する位置はランダム。他の特殊武器のチャージ版に比べて少ないエネルギーで発動可能。

ウイルレーザー（Will Laser） - シャイニング・ホタルニクス
日本国外版での英名は「ファイアフライレーザー（Firefly Laser）」と表記される。
- 通常 - 蛍型の小型ミサイルを発射する。ミサイルは方向キーで上下左右にコントロールが可能。ただしその間エックスは操作できず、無防備な状態となる。狭い隙間にも侵入でき、何かに接触しない限り消滅しないため、永久的に飛び続ける。消費エネルギーは本作の特殊武器の中で最も多い。
- チャージ - 一定時間、前方に極太のレーザーを発射する。通常版とは異なり、こちらは発動中も移動可能だが、ハシゴの昇降は不可。

ジェルシェイバー（Gel Shaver） - タイダル・マッコイーン
日本国外では「グーシェイバー（Goo Shaver）」と表記される。
- 通常 - 地形に沿って進む、波状の小型ジェルを高水圧によって発射する。最大3連射まで可能だが、壁は上れない。
- チャージ - 前後に4個ずつ、計8個の氷ブロックを形成し、放物線を描いて投げ落とすように放出する。氷は敵や地形を貫通する。

ウィングスパイラル（Wing Spiral） - スパイラル・ペガシオン
- 通常 - その場で小さく跳び上がり、上空に向けて竜巻を放つ。前方にキーを押しながら使用することで、斜め上空に発射することも可能。なお、発動時のジャンプは空中でも行われるため、その際は擬似的な2段ジャンプになる。
- チャージ - 通常版同様に跳び上がり、前方に大型の竜巻を放つ。竜巻は距離に比例して加速・巨大化していき、敵や地形を貫通する。

スパイクロープ（Spike Rope） - スパイク・ローズレッド
日本国外の英名では「スパイクボール（Spike Ball）」と表記される。
通常・チャージ共に敵や地形を貫通する。
- 通常 - 前方に緑色の茨の塊を発射する。茨は発射後一定距離で留まり、その後しばらくすると手元に戻ってくる。敵に3回ダメージを与えるまで消滅しないため、重なった場合は連続してダメージを与える。
- チャージ - 斜め上方向に紫色の茨の塊を発射する。茨は画面の枠内を数回跳ね回り、その後画面外へ飛び去っていく。1度目の反射は斜め上に、それ以降は着弾角度と直角に曲がる。

ダークホールド（Dark Hold） - ダーク・ネクロバット
シリーズ作品の中で唯一、この武器にはチャージ攻撃が存在しない（チャージをする行動自体は可能だが、燃費が良くなるだけである）。
- 通常 - ポーズを構え、一定時間敵の動きと地形の変化を停止させる。発動中は背景の色が反転し、時間と共にエネルギーを消費する。ただし、ボスに対しては一部を除き通用しない。『ロックマン2』に登場した特殊武器「タイムストッパー」に酷似した性能だが、こちらは『ロックマン4』のフラッシュストッパーと同様に発動中もバスターによる攻撃が可能であり、使用中に武器選択画面を開いて他の武器に切り替えるこよで中断も可能。タイムストッパーとは違い、弱点とするボスでもダメージは与えられない。

グランドファイア（Ground Fire） - バーン・ディノレックス
- 通常 - 地面に向けて小さな炎の塊を発射する。炎は着弾すると一定時間燃え続け、さらにそこから8方向のいずれかにランダムで計3回、火の粉を飛ばす（この火の粉は地形を貫通する）。最大2連射まで可能で、特定の地形を破壊可能。敵に3回命中すると消滅する。
- チャージ - 前後へ同時に炎の塊を連続で放出する。炎は敵や地形を貫通する。

### 敵専用武器
零空間3「覚醒」にて、ゼロをプレイヤーキャラクターに選んだ際に対峙するエックスが使用してくる特殊武器である。いずれも『ロックマンX4』の特殊武器のチャージ版を使用してくる。
ソウルボディ（Soul Body）
序盤から使用してくる。前作とは全く性能が異なり、エックス本体から高速で計5体の分身を連続して発射する。分身はゼロの位置に向けて直線状に飛んでいく。発動中エックスは静止しており、無防備な状態となる。
また、撃破された際にも画面がホワイトアウトする間際に分身を放ってくる。
ダブルサイクロン（Double Cyclone）
残りライフエネルギーが半分程度になると使用してくるようになる。前作とほぼ同じ性能。
フロストタワー（Frost Tower）
残りライフエネルギーが少なくなると使用してくるようになる。前作とほぼ同じ性能だが、落下する氷柱は3段階目までになり、発生する間隔も若干遅くなっている。また、発動中エックスは空中で静止しており、無防備な状態となる。

### アーマー
本作と続編の『X6』では性能が異なる複数のアーマーあり、保有しているアーマーの中から自由に選んで使用・装備することができる。
ステージの特定の場所に隠されたカプセルに入ればパーツを入手できるのは同様だが、本作ではライト博士が「従来の方法で渡すとウィルスが入り込んでしまう危険性」を考慮し、部位プログラムという形で渡してくる。カプセルは通常の8ステージ全てに配置されており、カプセルに入ることでそのカプセルに入っているアーマーの部位プログラムを受け取ることができる（受け取り自体はゼロでも可能）。該当するアーマーの部位プログラムを全て揃え、安全なハンターベースで受け取ったプログラムを構築することでアーマーが完成し、装備することができる。これらの関係上「従来のように部分的に装備、および取得と同時にステージ内で即装備することはできない」「アーマーは一式かつ同規格の物を装着」「フォースアーマーとアルティメットアーマー以外のアーマーの完成・入手には最低でも4ステージ回らないといけない」という3つの制約がある。
本作のカプセルのライト博士のメッセージのBGMは『ロックマンX』のもののアレンジである。
なお、下記で記述されているアーマーの性能説明はフォースアーマーとアルティメットアーマー以外、ボディ→アーム→フットの順番で強化された機能を記しており、ガイアアーマー以外は特殊武器のエネルギー消費量が2/3に軽減する効果がある。

#### フォースアーマー
前作『ロックマンX4』に登場したアーマーパーツで、本作ではエイリアが復元したアーマーとして登場。しかし、再現が不完全のため、前作と比較し性能が弱体化している部分もあるが、それでもアーマー無しの完全上位互換程度の性能はある。また、新しい二つのアーマーは特殊武器のチャージができないので、アルティメットアーマーを除けば、唯一特殊武器によるチャージ攻撃ができるアーマーである。
前作の時点では特に名称はなかったが、本作にてエイリアによって、エックスが4番目に入手したアーマーとして「フォース(4th)アーマー」と命名される。
ゲームスタート時のキャラクターセレクトでエックスを選択した時に初期装備として保有し、同時にオープニングステージをこのアーマーで挑む。
ゼロを選択した場合は破壊されて使用できなくなる。
また、隠しコマンドを使用してスタートした場合はアルティメットアーマーに置き換えられるため、使うことはできない。
性能
- ヘッドパーツの特殊武器エネルギー効率改善機能が通常版の消費エネルギーが0から消費量2/3に弱体化。
- 敵からのダメージを軽減する。ノヴァ・ストライクが使用不可能になった代わりに軽減能力が2/3から1/2に向上している。
- プラズマチャージショットおよび特殊武器のチャージが可能。前作のアームパーツの性能に相当するが、プラズマチャージショットの敵ヒット時に発生するプラズマは画面上に1発のみになっている（前作では最大3発まで発生する）。また、パーツの外見は前作のストックチャージショットのものに準じている。
- エアダッシュおよびホバリングが可能。

#### ファルコンアーマー（Falcon Armor）
飛行性能を付加したアーマー。攻撃力よりも機動力を重視した設計で、鷹の意匠が各所に存在するデザインとなる。
攻撃性能は他のアーマーと比べると見劣りするが、歴代アーマーの中でも最高クラスの機動力を誇り、道中のギミックなどの攻略が非常に楽になる。
開発当初は「ウィングアーマー」という名称だったが、デザイナー（日暮竜二）が鷹をモチーフにデザインを起こしたため、現在の名称に変更された。
性能
- 受けるダメージを半減し、蓄積されたダメージをエネルギーに転換してギガアタックとして使用できる。ギガアタックはスピアチャージショットと同型のエネルギー弾が無数に画面中を縦断し、広範囲を攻撃する。発動中は行動不能だが、無敵状態になる。
- チャージショットが細くて地形や敵、敵のガードを貫通する「スピアチャージショット（Spear Charge Shot）」に変化する。このアーマーの使用エネルギーの多くはフリームーブに充てているため、特殊武器のチャージは不可能。
- エアダッシュを超強化した「フリームーブ」が使用可能になる。使うと一定時間、周囲にバリアを展開しながら空中を自由に飛行することができる。飛行中はバリアによる体当たりで敵にダメージを与えることが可能。また、特定の攻撃に対して無敵になる。

『X Dive』ではXファルコンアーマーの名称として登場し、上記と同じ能力を持つ。スピアチャージショットのアクティブスキルの装備によって、2段ジャンプを行えない代わりに3秒間飛行できるフリームーブが可能になる。
ギガアタックのアクティブスキルは、ダメージを受けたときに蓄積するギガエネルギーを向上する他に、攻撃範囲を狭くなる代わりに連続でダメージを与えやすくなる。
アームパーツと同様の武器アイテム「アローバスター」も登場する。

#### ガイアアーマー（Gaea Armor）
ライト博士が試作中だったという、古いアーマー。派手さを廃したシンプルかつ重厚なデザインが特徴。パワーを重視しており、チャージ速度が非常に早く、さらにはトゲトラップを無効化するなどの特殊な性能も備えている。反面、エアダッシュができずダッシュ速度が遅い、特殊武器や強化パーツが一切使用できないなどの制約も多い。その関係上、移動スピードが求められる場面ではアーマー無し状態よりも攻略が難しくなる。
性能
- 受けるダメージを半減し、蓄積されたダメージはエネルギーに転換してギガアタックとして使用できる。ギガアタックはその場で両手を前に突き出したモーションから目の前に大型のエネルギー球を発生させる。攻撃範囲は非常に狭いが、威力は高い。発動中は行動不能だが、無敵状態になる。
- ノーマルショット、およびチャージショットが「ガイアショット（Gaia Shot）」に変化する。1段階で即フルチャージ可能となり、単発のショットが通常の1段階目のチャージショット並の、チャージショットがプラズマチャージショット並の威力・大きさになる。結果的にチャージ速度は高速になり、なおかつチャージショットの連射が利くようになる。また、チャージショットでは特定のブロック（ガイアキューブ）を破壊可能。しかし、いずれも射程制限が付き、弾速も低下している。
- また、ノーマルショット・チャージショット共に敵の特定の弾をかき消す「ショットイレイザー」効果が付加される。
- トゲトラップを無効化する。また、壁に張り付いた際にずり落ちずにその場に留まることができる。ダッシュで特定のブロック（ガイアキューブ）を押すことができる。ただし、ダッシュの速度が低下する。
- ライト博士は説明しないが、ハシゴの昇降速度も上昇する。

『X DiVE』ではXガイアアーマーの名称として登場し、ブロック破壊以外の上記と同じ能力を持つ。
パッシブスキルの習得によって、原作と同様の一部の地形トラップの無効化、ダメージ減少、自身の攻撃を受けた時に加速状態となって移動速度が100%上昇する等を得られる。ギガアタックのEXスキルの装備によって、ダメージを受けたときに蓄積するギガエネルギーを向上する。

#### アルティメットアーマー
エックスの装備する究極のアーマー。カラーリングが通常のエックス準拠の配色に変更された。前作同様、フォースアーマーの上位互換となっており「前作と同性能のアルティメットアーマー仕様のノヴァストライクが使用可能」「プラズマチャージショットのプラズマが最大3発まで発生」の2つの強化点がある。このアーマーのみ条件が二つあり、カプセルから入手する場合、プログラムではなく現物一式という形で入手となる。
エックスで零空間3「覚醒」に挑み、アーマー無し状態でのみ出現するカプセルを探し出して入ると入手。もしくはゲームスタート時のキャラクターセレクトでエックスを選択する際に特定のコマンドを入力すると初期装備のフォースアーマーがアルティメットアーマーに置き換わる。
零空間3「覚醒」でゼロをプレイヤーキャラクターに選んだ際には、入手の有無にかかわらずこの姿で登場する。詳細は該当項目を参照。なお、敵として登場する際はカラーリングが前作のものになっている。

## ゼロの能力

### 必殺技
ゼロは、ボスを倒すと必殺技・特殊武器を会得する。エックスとは異なり、その大半は武器エネルギーを消費せずに使用することができる。技の多くはコマンド入力によって発動する。
ラーニングする技 - 習得しているボス
三日月斬（みかづきざん） - クレッセント・グリズリー
日本国外版での英名は「クレッセントソード（Crescent Sword）」と表記される。
空中で通常攻撃ボタン：ジャンプ斬りが巨大な三日月を纏った回転斬りに変化する。モーションは前作の「空円斬」と同じである。また、習得と同時に2段ジャンプも可能になる。ただしコマンドの関係上、デフォルトのジャンプ斬りは使用不可になる。
電刃（でんじん） - ボルト・クラーケン
日本国外版での英名は「エレクトリックブレード（Electric Blade）」と表記される。
地上で+通常攻撃ボタン：電気を纏ったゼットセイバーを構えながら跳び上がって斬りつける。モーションは前作の「龍炎刃」と同じである。上昇中はセイバーから地面に向けて電流（グラフィックはエックスのトライサンダーと同様）が流れ落ち、これにも攻撃力がある。ボタンを押す長さによって高度を調節可能。また、特定の地形を破壊することができる。
滅閃光（めっせんこう） - シャイニング・ホタルニクス
日本国外版での英名は「カオスフラッシャー（Chaos Flasher）」と表記される。
地上でギガアタックボタン、または技選択後、特殊攻撃ボタン：拳にエネルギーを溜めて地面を殴り、それによって拡散したエネルギー弾を9方向に放射状に放つ。発動中は行動不能だが、無敵状態となる。エネルギー消費技で、エックスのギガアタックに相当する。またこの技のみエネルギー回復アイテムの取得以外にも、ダメージを受けることによりエネルギーが回復する。
モーション・性能共に前作の「落鳳破」にあたる技だが、前者に比べて消費エネルギーが少なく、貫通力も高くなっているなど性能が向上している。
飛水翔（ひすいしょう） - タイダル・マッコイーン
日本国外の英名は「フライングスプラッシャー（Flying Splasher）」と表記される。
空中でダッシュボタン：エアダッシュ中に水のバリアを纏うようになる。発動中は基本的に無敵になり、バリアには攻撃判定が発生する。また、ダッシュ方向の上下への微修正も可能になるが、エアダッシュの途中キャンセルは不可能になる。
疾風（はやて） - スパイラル・ペガシオン
日本国外版での英名は「ウィンドシュレッダー（Wind Shredder）」と表記される。
ダッシュ中に通常攻撃ボタン：ゼロ自身を模した赤い残像を前方へ放つ。残像は敵にヒットすると斬撃を繰り出して攻撃する。発動時にダッシュはキャンセルされる。残像のモーションは前作の「疾風牙」と同じである。射程は短く、空中では使用できない。残像が消滅するまでゼロは行動不能になったが、ジャンプでキャンセル可能になる。
双幻夢（そうげんむ） - スパイク・ローズレッド
日本国外版での英名は「ツインドリーム（Twin Dream）」と表記される。
技選択後、特殊攻撃ボタン：本体と同じ動きをする、虹色に発光するゼロの分身を2キャラ分ほど前方に出現させる。エネルギー消費技で、分身との位置関係は常に前方に固定される。出現させているだけでは分身に攻撃判定は発生せず、ゼロがゼットセイバーを使用する行動をとることにより、初めて作用する。一定時間が経過するか、ダメージを受けることで消滅する。外見は、前作のエックスの特殊武器「ソウルボディ」に酷似している。
ダークホールド - ダーク・ネクロバット
技選択後、特殊攻撃ボタン：性能はエックスと同様だが、こちらは地上でしか発動できない。また、メニューを開いて他の技を選択するか、滅閃光を発動しなければキャンセルすることができない。
断地炎（だんちえん） - バーン・ディノレックス
日本国外版での英名は「クエイクブレイザー（Quake Blazer）」と表記される。
空中で+通常攻撃ボタン：地面に向けて炎を纏ったセイバーを突き出しつつ落下する。モーションは前作の「氷烈斬」と同じである。落下中は方向キーで若干の左右移動が可能。着地するとその場にしばらく小爆発が発生するが、この爆発に攻撃判定は無い。

### 敵専用技
零空間3「覚醒」にて、エックスをプレイヤーキャラクターに選んだ際に対峙するゼロが使用してくる技である。また、『ロックマンX7』では一部の技に酷似したが習得可能だが、特に関連性はない。
電刃零（でんじんぜろ）
ゼットセイバーの刃部分を飛び道具のように放つ。電刃とは全く別物の技。刃はこちらの攻撃を全て弾いてしまう上、見かけによらず威力が高い。覚醒ゼロが使うものは弾速が増している。前半はバスターからの連撃でのみ使用するが、ライフが減少すると単体でも使うようになる。
真・滅閃光（しん・めっせんこう）
拳にエネルギーを溜めて地面を殴り、それによって地面から天井に向けて複数のエネルギー弾を次々と放つ（エネルギー弾のグラフィックは通常エックスのチャージショットの色違い）。モーションはプレイヤー版の滅閃光と同様だが、こちらは若干発生が遅い。エックスとの位置が近い時に頻発する傾向にあり、覚醒ゼロの場合はこれに移行するための追尾性能が向上している。
真月輪（しんげつりん）
覚醒ゼロ専用技。バスターからエックスと同程度の大きさの光輪を2発連続で発射する。光輪は一旦停滞した後、エックスの位置に向けて直線状に飛んでいく。なお、真月輪と真・滅閃光はガイアアーマーのチャージショットでのみ破壊することが可能。
幻夢零（げんむぜろ）
覚醒ゼロの専用技。戦闘から一定時間が経過すると放ってくる。セイバーで地面から天井にまで及ぶほどの巨大な衝撃波を放つ。
即死技であり、喰らってしまうとライフの上限に関係なく1ミスとなる。また、たとえ回避したとしても、以降もゼロは無敵状態となってこの技を出し続けるため、この技を出されるまで時間をかけると敗北確定となる。
この技の存在の関係で、覚醒ゼロは時間制限ありのボスキャラクターとなっている。
『X6』にも「幻夢零 改」の名称でゼロナイトメアが使用するが、こちらは即死技ではなくなり、回避も可能となっている。任天堂のゲーム『大乱闘スマッシュブラザーズ SPECIAL』でゼロがアシストキャラクターとして登場した際もこの技を使用している。
ソウルボディ
撃破された際、画面がホワイトアウトする間際にゼロが放ってくるイベント演出用の技。「ソウルボディ」という名称は劇中のエックスから言及されたものだが、何故エックスの特殊武器であるソウルボディをゼロが使えるのかは不明である。

### ゼットバスター
『ロックマンX3』を最後に機能を失っていたゼロのバスターを復活させたもの。同作まで使用していたバスターとは異なり、単発威力が増加している。しかしチャージ不可・連射不可・ジャンプ撃ち不可、移動せずに地上で立っている状態でなければ撃てない（しゃがみ状態でも強制的に立ちモーションとなる）、発射前後で異様に隙ができてしまうなど、欠点ばかりが目立つ。また、フォースアーマーとの二択でフォースアーマーを選んだ方が明らかにメリットが大きい。
使用できるのはゲームスタート時のキャラクターセレクトでゼロを選んだ場合のみで、エックスを選択した場合は破壊されて使用できなくなる。

### ブラックゼロ / 黒ゼロ
黒いカラーリングのゼロ。前作では普通のゼロの色違いなだけで特別な性能は無かったが、本作では初期状態から強化パーツである「ショックアブソーバー」「ショットイレイザー」「ウイルスバスター」の能力が備わっているほか、特殊攻撃のエネルギー消費量も2/3に軽減されるなどの強化版ゼロになっている。なお、この状態からさらに普段通り強化パーツを装備できるため、最大で実質7種類もの強化パーツを装備できることになる。
前作ではダッシュ時の残像が通常同様の赤色のままであったが、本作では紫色に変更されている。また、同様に必殺技「疾風」の残像も紫色に変化する。
特定のコマンドをキャラクター選択の際に入力するか、零空間3「覚醒」に隠されたカプセルにゼロで入ることで入手可能。

## ライドアーマー
ライデン（Raiden）
白兵戦用のライドアーマー。両腕には電磁ブレード、背中にはジェットブースターを搭載している。電磁ブレードは地上では2段攻撃やダッシュ・チャージ攻撃、空中では地上攻撃の2段目を単発で放つ。特に地上攻撃2段目および空中攻撃は非常に高い威力を持ち、敵の使用する同型ライドアーマーをも一撃で破壊することが可能。耐久面にも優れ、マグマの中でも活動できる耐熱性を誇る。
イーグルG（Eagle G）
空中戦用の飛行機能を備えた射撃型ライドアーマー。外見は前作とほぼ同じだが、カラーリングが緑色に変更されており、新たに盾を装備している。本作では敵専用機であり、プレイヤーが操縦することはできない。

## 強化パーツ
ボスを倒すことで入手できるDNAプログラムによって作り出せる装備アイテム。装備はセットアップ画面で行える。強化パーツは「自動装備パーツ」と「選択装備パーツ」の2種類に大別され、ボスのレベルに応じて自動装備パーツのみ、または自動装備パーツと選択装備パーツ両方の入手が可能となるが、レベルが低い状態ではどちらも入手できない。また、強化パーツを完成させるには一定の時間を要するため、選択から入手までには自動装備パーツは1ステージ分、選択装備パーツは2ステージ分の時間経過を待たなければならない。
パーツの最大装備可能数は各キャラクターやアーマーによって変化し、エックス・ゼロは4種類、ガイアアーマー以外のアーマーは2種類まで装備でき、ガイアアーマーのみ装備不可となっている。
強化パーツはボス1体につき2種類が割り当てられており、そのどちらか一方のみを入手可能。つまり、1回のプレイで全ての強化パーツを入手することはできない。

### 自動装備パーツ
共有はできず、いずれも取得したキャラクターにのみ適用される。下記のどちらを選ぶかによって、同じボスでも入手できる選択装備パーツが異なる。前述の仕様により、体力ゲージと武器エネルギーゲージの両方を最大まで強化することは不可能。
ライフアップ（Life Up）
体力ゲージの最大値を2増加させる。各選択ステージ内に配置されているものを合わせると、最大で合計16個入手できることになる。
エナジーアップ（Energy Up）
武器エネルギーゲージの最大値を2増加させる。ライフアップとは異なり、こちらはボスのDNAプログラムからのみ入手可能。

### 選択装備パーツ
ノーマルパーツ
入手するパーツ - 所有するボス
スピードムーブ（Speed Move） - スパイラル・ペガシオン
移動速度が1.5倍に増加する。ファルコンアーマーのフリームーブにも反映され、相乗効果でジャンプの飛距離も増加する。
ハイジャンプ（High Jump） - スパイラル・ペガシオン
ジャンプ力が1.25倍に増加する。スピードムーブ同様に相乗効果でジャンプの飛距離も増加する。
ハイパーダッシュ（Hyper Dash） - クレッセント・グリズリー
ダッシュおよびエアダッシュの速度が増加する。スピードムーブ・ハイジャンプ同様に相乗効果でダッシュジャンプの飛距離も増加する。
ショックアブソーバー（Shock Absorber） - クレッセント・グリズリー
ダメージを半減し、ノックバックが発生しなくなる。
エナジーセーバー（Energy Saver） - タイダル・マッコイーン
特殊武器のエネルギー消費量が半減される。ただし各アーマーのギガアタックには反映されない。
スーパーリカバー（Super Recover） - タイダル・マッコイーン
回復アイテム取得時の回復量が増加する。
ウイルスバリア（Virus Buster） - ダーク・ネクロバット
ウイルスによるダメージを半減する。
ウイルスバスター（Virus Buster） - ダーク・ネクロバット
ウイルスを攻撃で掻き消せるようになる。
バスタープラス（Buster Plus） - バーン・ディノレックス
バスターの威力が若干増加する。エックスの場合、通常弾にのみ反映され、弾が赤色に変化する。下記のラピッド5と同時に装備した場合は、こちらの色が優先される。
スピードショット（Speed Shot） - バーン・ディノレックス
バスターの弾速が倍増する。エックスの場合、通常弾が青色に変化する。下記のラピッド5と同時に装備した場合は、こちらの色が優先される。
エックス専用パーツ
ラピッド5（Rapid 5） - シャイニング・ホタルニクス
通常は画面内に最大3発しか発射できないバスターを5発まで発射可能になる。通常弾が緑色に変化する。
アルティメットバスター（Ultimate Buster） - スパイク・ローズレッド
チャージをしなくても常時チャージショットが発射されるようになる。また、特殊武器による攻撃もチャージ版に限定される。ただしその関係上、ノーマル・セミチャージショットおよび特殊武器の通常版が使用不可能になる。
ハイパーチャージ（Hyper Charge） - ボルト・クラーケン
チャージ時間が従来の半分に短縮される。
ゼロ専用パーツ
ゼットセイバープラス（Z Saber Plus） - スパイク・ローズレッド
ゼットセイバーの威力が増加する。セイバーの色が赤に変化する。
ゼットセイバーエクステンド（Z Saber Extend） - ボルト・クラーケン
前方にゼットセイバーの攻撃に合わせて衝撃波が発生するようになり、攻撃範囲が広がる。通常技にのみ反映される。
ショットイレイザー（Shot Eraser） - シャイニング・ホタルニクス
エネルギー弾を攻撃によって掻き消せるようになる。セイバーの色が紫に変化する。ゼットセイバープラスと同時に装備した場合は、こちらの色が優先される。

## 主題歌
オープニングテーマ『Monkey』
作詞・作曲：Show-taro 編曲・歌：Mosquito-Milk
CMソングとしても使用されている。
エンディングテーマ『水の中』
作詞・作曲：Show-taro 編曲・歌：Mosquito-Milk
北米版およびWindows版にはこのオープニングテーマとエンディングテーマは収録されていない。

## 他機種版
| No. | タイトル                                 | 発売日                      | 対応機種                                            | 開発元                                        | 発売元         | メディア                                     | 型式 | 売上本数 | 備考                            |
| --- | ---------------------------------------- | --------------------------- | --------------------------------------------------- | --------------------------------------------- | -------------- | -------------------------------------------- | ---- | -------- | ------------------------------- |
| 1   | ロックマンX5                             | 2002年5月24日               | Microsoft Windows                                   | カプコン                                      | カプコン       | CD-ROM                                       | -    | -        |                                 |
| 2   | ロックマンX5                             | 2002年7月18日               | PlayStation                                         | カプコン                                      | カプコン       | CD-ROM (PlayStation the Best)                | -    | -        | 廉価版                          |
| 3   | ロックマンX5                             | 2003年5月30日               | Microsoft Windows                                   | カプコン                                      | カプコン       | CD-ROM (カプコンお得シリーズ)                | -    | -        | 廉価版                          |
| 4   | Mega Man X Collection                    | 2006年1月10日               | PlayStation 2 ニンテンドー ゲームキューブ           | カプコン                                      | カプコン       | DVD-ROM 8センチ光ディスク                    | -    | -        | 他シリーズの6作品との合同収録作 |
| 5   | ロックマンX5                             | 2006年4月28日               | Microsoft Windows                                   | カプコン                                      | ソースネクスト | CD-ROM (説明書付きスリムパッケージ)          | -    | -        | 廉価版                          |
| 6   | ロックマンX5                             | 2014年12月17日              | PlayStation 3 PlayStation Portable PlayStation Vita | カプコン                                      | カプコン       | ダウンロード (ゲームアーカイブス)            | -    | -        | 2019年12月13日配信終了          |
| 7   | ロックマンX アニバーサリー コレクション2 | 2018年7月26日 2018年7月24日 | PlayStation 4 Nintendo Switch Xbox One Steam        | カプコン デジタルワークスエンターテインメント | カプコン       | BD-ROM・Switch専用ゲームカード・ダウンロード | -    | -        | 他シリーズの3作品との合同収録作 |

## 評価
アメリカのレビュー収集サイト「Allgame」では5点満点中3点を獲得した。

## 関連書籍
- プレイステーション完璧攻略シリーズ118『ロックマンX5 必勝攻略法』2000年、双葉社 ISBN 4575162426
- 覇王ゲームスペシャル188『ロックマンX5 完全攻略ガイド』2000年、講談社 ISBN 4063431886